# آنيا أندرسن
آنيا أندرسن (بالدنماركية: Anja Andersen)‏ مواليد 15 فبراير 1969 في أودنسه، هي لاعبة كرة يد دانمركية معتزلة تحولت إلى التدريب بعد الاعتزال لعبت كظهير. شاركت في دورة الألعاب الأولمبية الصيفية سنة 1996. فازت بجائزة أفضل لاعبة في العالم في كرة اليد.

## المسيرة الرياضية
تشتهر آنيا أندرسن بمهاراتها كلاعبة هجومية، بالإضافة إلى شجاعتها القوية وشجاعتها في صنع مشاهد دراماتيكية وحيل جريئة خلال المباراة. كانت جزءًا هامًا من النهضة في كرة اليد الدنماركية خلال التسعينيات. وبعد أول ميدالية ذهبية في بطولة أوروبا عام 1994، تحصل المنتخب الوطني باسم «السيدات الحديديات» وبوضع أبطال الرياضة الوطنية.
على الرغم من أن الفريق الوطني لكرة اليد في تسعينيات القرن العشرين كان له العديد من الملامح، فإنه من غير المتنازع عليه أن أندرسن كان الأكثر إنتاجًا وإثارة للجدل. على الرغم من عدم استجواب أحد لمهاراتها، إلا أن نزاعها، الذي تسبب في العديد من عمليات الطرد من المباريات رفيعة المستوى، كان موضوع بعض النقاش. في الألعاب الأولمبية الصيفية 1996، منعها المدرب أولريك ويلبيك لفترة وجيزة من اللعب بسبب خلافات في أسلوب لعبها وسلوكها على الأرض.
وقد لعبت 133 مباراة مع المنتخب الوطني الدنماركي لكرة اليد للسيدات وسجلت 726 هدفاً.
بسبب عيب في القلب، أوقفت أندرسن مشوارها الرياضي في عام 1999.

## التدريب
وبدأت أندرسن على الفور في تدريب نادي سلاغيلز لكرة اليد للسيدات. وساعدت الفريق في البداية على الوصول إلى الدوري الأعلى وفازت في وقت لاحق بدوري الأبطال ثلاث مرات في أعوام 2003/2004 و 2004/2005 و 2006/2007. في عام 2006، دربت أيضا المنتخب الوطني لصربيا.
في عام 2008، غادرت نادي سلاغليز لصالح نادي كوبهاغن لكرة اليد للسيدات، وتركته في عام 2010 بسبب حل النادي، وقررت أن تأخذ استراحة حتى تدريب فريق جديد.
في فبراير 2011، أصبحت أندرسن المدرب الجديد لأولتشيم رمينكو فيلتشا. و عينها النادي الروماني في محاولة للفوز بدوري أبطال أوروبا في كرة اليد للسيدات.
في مارس/آذار 2011، بعد أقل من شهرين من التدريب، تم طردها بسبب النتائج السيئة، حيث خسر مباراتين من أصل أربعة على مقعد أولتشيم في الدور الرئيسي لدوري الأبطال.

## الانجازات والاعترافات

### الانجازات
خلال مسيرتها النشطة كلاعبة كرة اليد فازت بالعديد من البطولات:
- بطولة العالم في بطولة العالم للناشئين لعام 1987
- ، بطلة الدوري النرويجي مع نادي باكيلاغيت لعام 1992.
- الميدالية الفضية لبطولة العالم للسيدات في كرة اليد لعام 1993
- الميدالية الذهبية للبطولة الأوروبية للسيدات في كرة اليد لعام 1994
- الميدالية البرونزية لبطولة العالم في بطولة العالم لكرة اليد عام 1995
- الميدالية الذهبية في دورة الألعاب الأولمبية الصيفية 1996
- الميدالية الذهبية للبطولة الأوروبية للسيدات في كرة اليد لعام 1996
- الميدالية الذهبية لبطولة العالم للسيدات في كرة اليد لعام 1997
- جائزة أفضل لاعب في العالم في كرة اليد لعام 1997 [6] ( حتى عام 2012 كانت لا تزال لاعبة كرة اليد للسيدات الدنماركية الوحيدة التي فازت بهذا اللقب، وحتى 1 مارس 2012، حين فاز ميكيل هانسن باللقب، كانت الوحيدة، ذكرا أو انثى.)

كما أسفرت مسيرتها كمدربة عن فوزها ب:
- الفائزة في أعوام 2003 و 2005 و 2007 في الدوري الدنماركي لكرة اليد للسيدات مع نادي سلاغيلز
- الفائزة في أعوام 2004 و2005 و2007 في دوري أبطال أوروبا لكرة اليد للسيدات مع نادي سلاغيلز

### الميداليات
| الميدالية | المسابقة                            |
| --------- | ----------------------------------- |
| ذهبية     | الألعاب الأولمبية الصيفية 1996      |
| ذهبية     | بطولة العالم لكرة اليد للسيدات 1997 |
| فضية      | بطولة العالم لكرة اليد للسيدات 1993 |
| برونزية   | بطولة العالم لكرة اليد للسيدات 1995 |
| ذهبية     | بطولة أوروبا لكرة اليد للسيدات 1994 |
| ذهبية     | بطولة أوروبا لكرة اليد للسيدات 1996 |

## الحياة الخاصة
أندرسن مثلية الجنس بشكل علني

## وصلات خارجية
- آنيا أندرسن على موقع IMDb (الإنجليزية)

- آنيا أندرسن على موقع الاتحاد الأوروبي لكرة اليد (الإنجليزية)
- آنيا أندرسن على موقع أوليمبيديا (الإنجليزية)